# Мала Петриківка
Мала Петриківка (до 1 квітня 2016 — Червонопартиза́нське) — село в Україні, у Петриківській селищній громаді Дніпровського району Дніпропетровської області. Населення за переписом 2001 року становить 1 917 осіб. Орган місцевого самоврядування — Петриківська селищна рада.

## Історія
За радянських часів і до 2016 року село мало назву Червонопартизанське.

## Географія
Село Мала Петриківка знаходиться на березі річки Чаплинка, вище за течією примикає село Хутірське, нижче за течією примикає смт Петриківка. Примикає до села Лобойківка. До села примикає великий масив ставків рибного господарства (~ 1000 га). Через село проходять автомобільні дороги Т 0414, Т 0441 і Н31.

## Населення

### Мова
Розподіл населення за рідною мовою за даними перепису 2001 року:
| Мова            | Кількість | Відсоток |
| --------------- | --------- | -------- |
| українська      | 1859      | 96.97%   |
| російська       | 46        | 2.40%    |
| вірменська      | 4         | 0.21%    |
| болгарська      | 1         | 0.05%    |
| інші/не вказали | 7         | 0.37%    |
| Усього          | 1917      | 100%     |

## Туризм
В селі розташовані:  
- музей петриківського розпису, заснований Миколою та Валентиною Деками — садиба «Миколин хутір»[4];
- Собор Різдва Пресвятої Богородиці - пам'ятка архітектури (№ 040044), 1812 року (руїни).

## Економіка
- ФГ «Бородавка».

## Об'єкти соціальної сфери
- Школа I—II ст.

## Відомі особи
Уродженцем села є Глущенко Володимир Андрійович — майстер декоративного розпису, заслужений майстер народної творчості України.